# Feest in Zonnedorp
Feest in Zonnedorp is het 301e stripverhaal van Jommeke. De reeks wordt getekend door Studio Jef Nys. Het verscheen op 2 september 2020.

## Verhaal
Jommeke heeft avonturen in 300 albums beleefd. Om dit te vieren nodigen de Miekes met de hulp van Mie Gazet alle vrienden van Jommeke uit voor een groot feest. Veel bekende figuren uit voorgaande avonturen worden uitgenodigd. Om Jommeke te verrassen vertellen ze het hem niet en doen alsof er niets aan de hand is. Jommeke ontdekt echter dat Filiberke, Flip en de Miekes wat van plan zijn en ze zich geheimzinnig gedragen. Ook Marie, Teofiel, professor Gobelijn en zelfs Kwak en Boemel gedragen zich vreemd. Ze leiden hem op allerlei manieren af terwijl ze het feest voorbereiden. Helaas heeft Prutelia, de De koningin van Onderland, ook vernomen dat er een groot feest voor Jommeke komt. Ze wil wraak nemen en steelt de gastenlijst bij Mie Gazet. Vervolgens stuurt ze valse brieven naar Jommeke's vrienden uit het buitenland op met de melding dat het feest een dag vroeger begint, waardoor ze een dag vroeger naar Zonnedorp komen. Bij aankomst lokt ze hen met een list en de hulp van Zazof naar haar kasteel, om hen op te sluiten. Ze wil hen alleen vrijlaten wanneer Jommeke zich aan haar overgeeft. De volgende dag brengt Annemieke Jommeke naar het kasteel van de gravin van Stiepelteen, waar het feest plaatsvindt. Hij is zijn vrienden dankbaar omdat ze hem verrast hebben. De Miekes zijn ongerust omdat de uitgenodigden uit het buitenland nog steeds niet aanwezig zijn. Plots duikt de raaf van de koningin van Onderland op. Jommeke krijgt een briefje waarin staat dat ze opgesloten zijn door de koningin van Onderland en hij zich moet overgeven. Met de hulp van professor Gobelijn en zijn robot-Jommeke kunnen de feestvierders bevrijd worden. Prutelia en Zazof worden uitgeschakeld. Het verhaal eindigt met een groot feest voor Jommeke.

## Achtergronden bij het verhaal
- Eerder vond al een groot feest voor Jommeke plaats met veel figuren uit voorgaande verhalen, namelijk in Het jubilee. Dit was ook het geval in het kortverhaal (buiten de reeks) Nog lang zal hij leven.
- De robotversie van Jommeke kwam eerder al voor in De kleine vandaal.